# Арсений Солунски
Арсений Солунски е средновековен български духовник, прекарал седемнадесет години в Палестина и написал „Хождение“ (пътепис) за тамошните свети места. От текста му става ясно, че авторът е бил дякон в някоя от солунските църкви. Проф. Иван Дуйчев смята, че той е македонски българин, заминал за Йерусалим по време на османското завоевание през втората половина на XIV век. Творбата на Арсений съдържа оригинално описание на палестинските свети места, без пряко съответствие в познатите византийско-славянски поклоннически пътеписи. Най-късно през втората половина на XV век тя е пренесена в Русия. Позната е в три руски редакции, запазени в общо двадесет ръкописа от XVI-XVII век. По-късните преписи дават неточни наименования на някои от божигробските забележителности.

## Изследвания
- Ангелов Б. „Хождения“ в южнославянских литературах до XVII в. – Труды Отдела древнерусской литературы, 24, 1969, 184-185
- Гюрова С. Разказът на солунския дякон Арсений в контекста на гръцката и руската поклонническа проза през XIV-XVII в. – Старобългаристика, 15, 1991, кн.1, 96-108